# Ergaula nepalensis
Ergaula nepalensis är en kackerlacksart som först beskrevs av Henri Saussure 1893.  Ergaula nepalensis ingår i släktet Ergaula och familjen Polyphagidae. Inga underarter finns listade i Catalogue of Life.